# Linth
La Linth è un fiume della Svizzera che attraversa i cantoni di Glarona, San Gallo e Svitto.

## Percorso
Ha la sua sorgente nel massiccio del Tödi, quindi scorre verso nord fino ad entrare nel Lago di Walenstadt (tedesco: Walensee). In seguito le sue acque incontrano il Lago di Zurigo attraverso il canale della Linth. Come emissario del lago di Zurigo prende il nome di Limmat, che si getta nel fiume Aare.
L'attuale tracciato del fiume è frutto di una bonifica della pianura tra il Lago di Walenstadt e il Lago di Zurigo, bonifica effettuata nel 1815. Il precedente tracciato prevedeva una biforcazione della Linth verso il Lago di Walenstadt e il tracciato principale verso il lago di Zurigo. A seguito della bonifica il fiume Linth vero e proprio entra nel Lago di Walenstadt, da cui fuoriesce come canale Linth per entrare nel lago di Zurigo (Obersee) nei pressi di Schmerikon.

## Storia
Nel periodo della Repubblica Elvetica (1798-1803) esistette brevemente il Cantone della Linth, che comprendeva l'attuale Canton Glarona e alcuni territori dei cantoni San Gallo, Zurigo e Svitto.